# Ferrovie a Saint Kitts e Nevis
Le ferrovie di Saint Kitts e Nevis costituiscono una piccola rete formata da due linee ferroviarie circolari, una in Saint Kitts e l'altra in Nevis, isole principali del piccolo arcipelago omonimo delle Piccole Antille, in America Centrale.
Insieme al collegamento stradale sono il mezzo di comunicazione più utilizzato nello stato insulare. Raggiungono la lunghezza complessiva di circa 58 km di cui la maggior parte sulla linea di Saint Kitts.

## Storia
La costruzione della rete iniziò nel 1912 quando un gruppo di investitori impiantò una fabbrica per la produzione di zucchero a Basseterre realizzando anche una linea intorno all'isola per il trasporto della canna da zucchero. Completata nel 1926 la ferrovia aveva un impiego stagionale da febbraio a giugno, per il periodo del raccolto
A partire dagli anni settanta la produzione di zucchero dell'arcipelago entrò in crisi e pian piano chiusero anche gli opifici.
Per salvare il trenino dello zucchero venne messa in atto una partnership tra il governo e una società privata che portò alla costituzione della Saint Kitts Scenic Railway; le escursioni turistiche in treno ebbero inizio il 28 gennaio 2003.
In atto le piccole ferrovie sono impiegate sia per il trasporto di merci che di persone.
Lo scartamento ferroviario adottato è quello ridotto da 762 mm.

## Caratteristiche

### Ferrovia di Saint Kitts
| Straight track |

| Station on track |

| Stop on track |

| Stop on track |

| Station on track |

| Stop on track |

| Station on track |

| Stop on track |

| Station on track |

| Stop on track |

| Station on track |

| Stop on track |

| Station on track |

| Stop on track |

| Station on track |

| Stop on track |

| Straight track |

La linea collega circolarmente l'interno al porto di Basseterre passando per l'aeroporto "Robert Llewellin" dell'isola.
Il servizio passeggeri è di tipo turistico e denominato "Saint Kitts Scenic Railway".

### Ferrovia di Nevis
| Straight track |

| Station on track |

| Stop on track |

Collega l'aeroporto di New Castle a Zion.